# Campeonato Pan Continental de Curling Femenino de 2025
El IV Campeonato Pan Continental de Curling Femenino se celebrará en Virginia (Estados Unidos) entre el 19 y el 26 de octubre de 2025 bajo la organización de la Federación Mundial de Curling (WCF) y la Federación Estadounidense de Curling.
Las competiciones se realizarán en el Iron Trail Motors Event Center de la ciudad estadounidense.